# مات بريغز
مات بريغز (بالإنجليزية: Matt Briggs)‏ (مواليد 1970) روائي وكاتب قصة قصيرة أمريكي.
بعد تخرجه من مدرسة بريغز الثانوية عمل في احتياطي الجيش الأمريكي وتم نشر وحدته في حرب الخليج الثانية. خدم بريغز كفني مختبر في الرياض عاصمة المملكة العربية السعودية. أصبحت هذه التجربة الأساس لروايته الرجل القوي.